# Ночь на Карлштейне
«Ночь на Карлштейне» (чеш. Noc na Karlštejně) — чехословацкий художественный фильм, музыкальная комедия 1973 года.

## Сюжет
Карл Люксембургский, император Священной Римской империи, запретил женщинам пребывать в замке Карлштейн. Но он не знает, что две женщины в мужских нарядах нарушили его запрет.

## В ролях
- Властимил Бродский — император Карл IV Люксембургский
- Яна Брейхова — императрица Елизавета Померанская
- Карел Хёгер — архиепископ Арношт из Пардубице
- Вальдемар Матушка — Пётр I, король Кипра
- Милош Копецкий — Стефан II, герцог Баварии
- Ярослав Марван — бургграф
- Даниэла Коларова — Алена
- Яромир Ганзлик — оруженосец императора
- Славка Будинова — пани Офка